# Farrevej
Farrevej er en 2 sporet motortrafikvej mellem Midtjyske Motorvej og Uhe. Vejen er en del af primærrute 30 der går imellem Esbjergmotorvejen og Horsens, og åbnede den 19. november 2007. 
Vejen starter i Midtjyske Motorvej ved frakørsel 8 Give V, og føres mod syd. Vejen passer Tykhøjetvej i et tilslutningsanlæg med frakørsel til Give og Bredsten, og passere derefter Omme Å på en dalbro. Motortrafikvejen ender i Billundvej, hvorfra vejen forsætter som almindelig hovedlandvej til Billund og Billund Lufthavn.